# 資產負債表衰退
資產負債表衰退（英語：balance sheet recession）是一種经济衰退，其成因是私人部门的高负债导致个人或企业普遍地偿还债务以增加储蓄，而不是消费或投资，进而导致经济增长放缓或下降，发生经济衰退。该术语由经济学家辜朝明提出，与经济学家欧文·费雪描述的债务通缩概念有关。最近的资产负债表衰退的例子有1990年开始的日本经济衰退和2007年至2009年的美国大衰退。

## 定义
资产负债表衰退是一种特殊类型的衰退，其动因是私营部门的高负债（即信贷周期）而不是商业周期的波动。其特点是私营部门行为的改变，即倾向于储蓄（即偿还债务）而不是支出，这会减少家庭消费或商业投资，减缓经济增长。資產負債表一词来自一个会计等式，该等式认为资产必须始终等于负债加权益之和。若资产价格跌破购买该资产所产生的债务的价格时，则权益必须为负，意味着消费者或企业无力偿债。在恢复偿付能力之前，该实体将专注于偿还债务。有人认为，资产负债表衰退本质上与1930年代德国经济学家威廉·洛卜克和奥地利学派经济学家称之为二次通缩（secondary deflation）的现象相同。

## 成因
高负债以及房地产或金融资产价格泡沫的破裂可能导致资产负债表衰退。当大量的消费者或公司偿还债务（即储蓄）而不是消费或投资时，会拖慢经济增长。经济学家辜朝明在2009年写道，在理想条件下，一个国家的经济中，家庭部门应该作为净储蓄者，公司部门应作为净借款者，政府预算接近平衡，净出口接近零。当这些部门之间的失衡加剧时，衰退可能会在一国之内发生，或给另一个国家带来衰退的压力。政策反应通常旨在推动经济回到理想的平衡状态。
储蓄不是像在典型的经济条件下被企业用于投资，而是保留在银行系统内，无论利率如何，企业都不会投资。大量的私营部门盈余（储蓄大于投资）可能会形成，这是经济中众所周知的“漏洞”。
保羅·克魯曼在2014年7月写道：“资产负债表衰退的逻辑很简单。想象一下，无论出于什么原因，人们对借款和放贷都变得粗心大意，以致许多家庭和/或公司承担了高额的债务。并假设人们在某个时候或多或少突然意识到这些高负债水平具有风险。届时，债务人将面临债权人施加“去杠杆”的巨大压力，从而削减支出以偿还债务。但是，当许多人同时大幅削减支出时，结果将是经济萧条。由于收入下降使债务似乎更难以支撑，这可能导致自我强化的螺旋式发展，从而导致更深层次的削减。但无论如何，债务过剩可以使经济长期处于低迷状态。”
马丁·沃尔夫在2012年7月写道：“现在考虑当资产价格开始下跌时会发生什么。债务人无疑会更穷。债权人也会感到贫穷，因为他们的资产质量会下降。金融中介将变得无力偿债且流动性不足。可能会发生系统性的金融危机。向私营部门的信贷供应将停止。借款会减少。投资，尤其是新房投资将崩溃。当寻求偿还巨额的债务时，期望的储蓄将增加。债权人也将变得更加谨慎，因为他们认识到自己已经变得非常容易受到债务人破产浪潮的影响。总体影响将是支出的大幅削减和严重的衰退，甚至更糟。一场严重的金融危机将加速削减开支，并将衰退变成潜在的萧条。当然，这就是2008年发生的情况。简而言之，资产负债表约束的出现对支出和借款的影响，将在受危机冲击的经济体的私营部门的巨额财政盈余中显现出来。”

## 历史案例

### 日本1990–2005
辜朝明写道，日本始于1990年的“大衰退”就是“资产负债表衰退”。它是由土地和股票价格暴跌引发的，导致日本公司的资产净值为负，这意味着它们的资产价值低于其负债。尽管有零利率和扩大货币供应量以鼓励借贷的政策，日本企业总体还是选择用自身的业务收益来偿还债务，而不是像企业正常运作那样借钱投资。企业投资是GDP的需求的关键成分，但它在1990年至2003年之间大幅下降（占GDP的22％）。1998年以后，日本企业总体上成为净储蓄者，而不是借款者。辜朝明认为，正是大规模的财政刺激措施（政府的借贷和支出）抵消了这种下降，并使日本得以维持其GDP水平。他认为，这避免了美国式的大萧条，当时美国GDP下降了46％。他认为货币政策（例如中央银行降低关键利率）之所以无效，是因为企业偿还债务时对资金的需求有限，即使利率接近于零也是如此。在资产负债表衰退中，GDP减少的量为偿还债务总额加上未贷出的个人储蓄，此时政府的刺激性支出成为主要的补救措施。
辜朝明在2010年写道，企业目标可能会从利润最大化转向债务最小化，直到它们具有偿付能力（即净值为正）。这可能需要很长时间；1990年泡沫破裂时，企业对资金的需求立即崩溃，到1995年，需求为负，这意味着日本公司正在净偿还债务。直到2005年，需求连续10年保持负增长。尽管利率接近零，这种情况还是发生了。

### 美国2007–2009

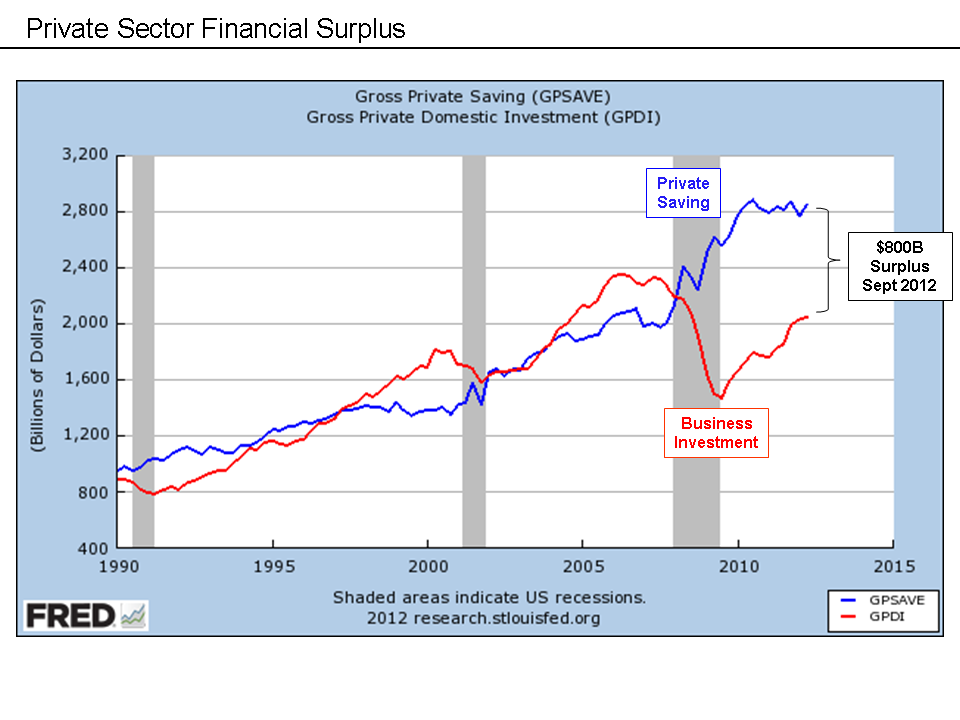
美国的储蓄和投资；储蓄大于投资表明私人部门大量盈余，表明出现资产负债表衰退

经济学家保羅·克魯曼在2014年写道：“最好的说得通的假设似乎是，金融危机只是更大的过度负债问题的一种表现——即所谓的“资产负债表衰退”。
美国家庭债务从2000年第一季度的GDP的约65％增长到2008年第一季度的95％。这是由房地产泡沫引起的，泡沫鼓励美国人承担更大的抵押贷款，利用房屋净值信贷额度，来促进消费。抵押债务2000年第一季度的4.9万亿美元，上升至2008年第二季度峰值的10.7万亿美元。然而，自家庭去杠杆化以来，它已经下降到2014年第一季度的9.3万亿美元。
尽管在2007年至2009年的经济衰退期间，美国的储蓄大幅增长，但住宅和非住宅投资均大幅下降，2008年第一季度至2009年第四季度之间下降约5600亿美元。这使私营部门盈余（私人总储蓄减去私人国内总投资）从2007年第四季度的大约2000亿美元赤字变为2009年第三季度盈余14亿美元。盈余在2014年第一季度保持在7200亿美元的水平。这说明了资产负债表衰退中的一个核心问题，即大量储蓄被束缚在了银行系统，而不是用作投资。
房价下跌也导致美国家庭资产暴跌，从2006年第一季度峰值的13.4万亿美元跌至2009年第一季度的6.1万亿美元，下降了54％。2011年第四季后，家庭资产开始上升，并于2014年第一季度回升至10.8万亿美元，约为危机前峰值水平的80％。净值的下降使家庭行为转向去杠杆，其表现为自2008年第二季度以来抵押贷款余额减少。
2012年7月进行的一项资产负债表衰退研究调查显示，消费者需求和就业受到家庭杠杆水平的影响。随着家庭从低杠杆转向高杠杆，以及次貸危機期间房地产价格的下降，耐用品和非耐用品的消费均下降。换言之，根据会计等式，随着主要资产（房屋）价格的下降，抵押债务最初保持固定，因此权益也下降了，导致债务与权益的比率（杠杆的度量）上升。杠杆率的突然提高导致消费者从支出转向偿债，这可以解释就业水平的大幅下降，因为雇主出于对消费者需求降低的担忧而裁员。因此，有助于减少抵押债务或家庭杠杆的政策可能具有刺激作用。
经济学家马丁·沃尔夫在2012年写道，美国的金融危机是资产负债表衰退：“总体而言，驱动经济的并非是财政政策的决策，而是私营部门出于无关经济的长期财务前景的原因而采取的决定。同时，整体而言，这些私营部门的决定使政府陷入了巨额赤字。这正是人们在这种巨大的资产负债表衰退中能预料到会发生的事情。”
经济学家Atif Mian和Amir Sufi在2014年写道：
- 从历史上看，严重的经济衰之前几乎总是有家庭债务的急剧增加。
- 美国家庭支出下降幅度最大的地区正是家庭负债较高和房价下降幅度较大的地区。
- 当房价下跌时，较贫穷的房主（其净资产中房屋净值占比较大）在经济上受到的冲击最大，并且与较富裕的家庭相比，其消费减少幅度更大。
- 在经济衰退之前，住宅投资下降，然后是家庭支出减少，然后随着经济衰退加剧，非住宅商业投资减少。[17]

## 政策响应
对经济衰退的应对措施通常包括通过增加政府赤字的财政刺激措施和降低利率和创造货币等货币刺激措施。但是，在应对资产负债表衰退时，经济参与者的偿付能力（净值）是第三个重要因素，因为必须要么扭转资产价格下跌的趋势，要么降低债务水平，或者两者兼而有之。
克鲁格曼认为，资产负债表衰退需要减少私人部门债务的策略（例如抵押贷款再融资）以及更高的政府支出，来抵消私人部门偿还债务造成的下降。他在2014年7月写道：“与金融恐慌不同，资产负债表衰退不能仅仅通过恢复信心来解决：无论债务人能有多自信，如果其债权人坚持要削减债务，债务人就无法增加消费。因此，要想从债务负担中抵消经济下滑就需要采取切实行动，通常可以是两种形式：财政刺激和债务减免。也就是说，政府可以介入支出，因为私人部门无法提振支出，而且政府还可以减少私人债务以允许债务人继续支出。不幸的是，前者我们做得很少，而后者几乎没有做。”
克鲁格曼讨论了2010年资产负债表衰退的概念，并同意辜朝明的情况评估，并认为以持续的赤字开支应对资产负债表衰退是适当的。但是，克鲁格曼认为，货币政策也可能影响储蓄行为，因为通货膨胀或对将来通货膨胀的可信承诺（产生负的实际利率）将鼓励减少储蓄。换句话说，如果人们认为通货膨胀即将到来，人们往往会花更多的钱而不是储蓄。用更专业的术语来说，克鲁格曼认为，即使在资产负债表衰退期间（对实际利率的变化作出反应），私营部门的储蓄曲线也是有弹性的，这与辜朝明的观点认为是无弹性的（对实际利率的变化没有反应）不同。